# 크리쳐헌터스
《크리쳐헌터스》은 크리쳐헌터스 스튜디오가 제작한 대한민국의 애니메이션으로, KBS 2TV에서 2025년에 방영될 예정이다.

## 방영 일시
| 방송 채널 | 방송일        | 방송 시간      |
| --------- | ------------- | -------------- |
| KBS 2TV   | 2025년 ~ 예정 | 평일 오후 예정 |

## 등장 인물
5헌터즈
- 강단
- 마르스
- 해준
- 머큐리
- 기범
- 플루토
- 영진
- 넵튠
- 수라
- 주피터

기타
- 지영
- 드로니
- 수라의 여동생
- 합체 거대로봇

크리처
- 거미 모양 크리처

## 목소리 출연
- 공석(없음)

## 제작진
- 무정 - 책임 프로듀서
- 모기 히토시, 조범진 - 프로듀서
- 크리쳐헌터스 스튜디오 - 원작
- 크리쳐헌터스 스튜디오 - 기획, 제작
- 장형식 - 감독
- 김민조 - 시리즈 구성
- 김민조, 김지영 - 시나리오 / 각본
- 김다인 - 캐릭터 디자인
- 크리쳐헌터스 스튜디오 - 애니메이션 제작
- KBS - 기획
- 크리쳐헌터스 스튜디오 - 제작
- 크리쳐헌터스 스튜디오 - 제공, 배급 / KBS미디어(OST)
- 저작권 2025 ~ 크리쳐헌터스 스튜디오  All rights reserved.